# Pepper X
«Pepper X» — сорт перца чили, созданный Эдом Карри, создателем «Каролинского жнеца». Сорт был получен в результате нескольких скрещиваний, которые продуцировали исключительно высокое содержание капсаицина в локусах перца. Исключительная жгучесть перца чили разрабатывалась в течение 10 лет. Плоды растения похожи на сморщенные орехи зеленоватого цвета.
Эд Карри заявил, что он «в два раза острее Каролинского жнеца», что сделало бы его самым жгучим перцем в мире с показателем по шкале Сковилла в 3,18 миллиона единиц.
23 августа 2023 года Книга рекордов Гиннесса официально признала Pepper X самым острым перцем чили в мире с показателем в 2,69 миллиона единиц шкалы Сковилла (ЕШС), побив предыдущий мировой рекорд в 1,64 миллиона ЕШС, принадлежавший «Каролинскому жнецу».